# 住吉神社 (奈良市今辻子町)
住吉神社（すみよしじんじゃ）は、奈良県奈良市今辻子町（いまづしちょう）にある神社。

## 歴史
創建時期は明らかではないが、享保20年（1735年）発行の『奈良坊目拙解』において『九頭神社一座、町会所裏に在り』と記されている他、『奈良曝』『平城坊目考』などの地誌にも九頭明神として記録が残されている。神社自体に伝わる文物においても、文政8年（1835年）に作られた御神体箱（現存）には九頭大明神と記されており、享保17年（1732年）屋根を替えた際の棟板にも『奉修造九頭大明神社』と記されているなど、古来は九頭明神として祀られていたようである。本殿の前方の石灯籠一対（天保9年（1838年）造立）にも、円柱部正面に九頭社と刻まれている。
記録上に住吉神社として表れるのは明治以降であり、1881年（明治14年）の全国神社調査報告では住吉神社になっていることより、おそらくこの頃に大阪の住吉大社から分霊されたと思われる。明治に漢国神社に合祀されたが、この町で腸チフスの流行などよくないことが起きたので、もとの場所に祀り直したと言われている。

## 祭神
- 住吉三神（表筒男命・中筒男命・底筒男命）[1]
- 九頭明神[1]

九頭明神の由来には諸説あり、一説には九頭神社には白山権現が祀られることが多く、愛宕権現の小祠が東隣の西照寺境内に在るため、この愛宕明神と並んで、白山九頭権現が祀られたとされる。
また一説に、九頭は国栖であり、近隣油阪町の勝手神社に祀られる吉野勝手明神と並んで吉野国栖明神を祀るともされる。吉野水分神の社が転じて国栖明神となったとの説もある。

## 祭礼

### 歳旦祭
1月1日

### 例祭
7月末の土・日曜日。
柱が立てられて提灯が吊され、子供神輿が出される。かつては6月晦日に執り行われており、この時に油阪町の勝手神社から『勝手明神の祝言』（あるいは『国栖明神の祝言』）が訪れていたという。

## 交通アクセス
- 近鉄奈良駅7-S出口より徒歩5分（経路案内）。
- JR奈良駅東口より徒歩7分（経路案内）。